# Antoine-Joseph Dezallier d’Argenville

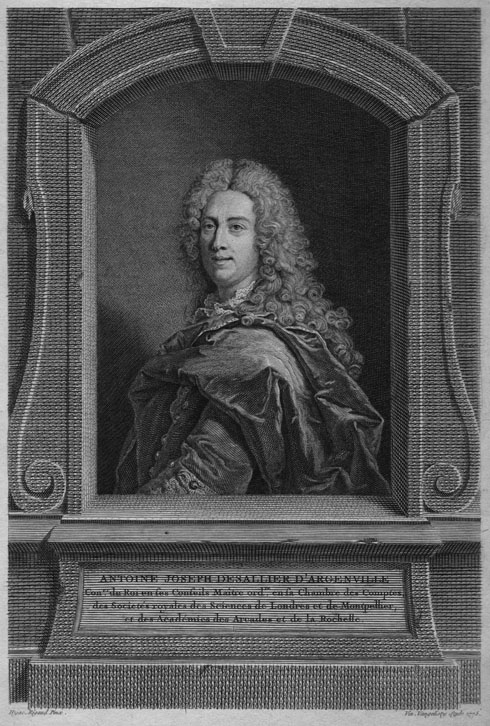
Antoine-Joseph Dezallier d’Argenville

Antoine-Joseph Dezallier d’Argenville (* 1. Juli 1680 in Paris; † 29. November 1765) war ein französischer Gelehrter, Naturhistoriker, Verfasser wissenschaftlicher Schriften und Enzyklopädist.

## Leben und Wirken
Sein Vater war der Buchhändler Antoine Dezallier, seine Mutter Marie Mariette war die Witwe des Verlegers Jean Du Puis. Dezallier studierte am Collège du Plessis, nahm einige Jura-Vorlesungen wahr und lernte Zeichnen und Kupferstechen bei Jean Corneille (1649–1695), Alexandre Le Blond und Bernard Picart. Der Vater hatte 1696 das Anwesen Argenville in der Gemeinde Bezons gekauft und übergab es 1711 seinem Sohn, der daraufhin den Namenszusatz d’Argenville führte. In der Folgezeit bereiste Dezallier d’Argenville Deutschland, Italien und England. 1718 heiratete er Françoise-Thérèse Hémart, der Sohn Antoine-Nicolas Dezallier d’Argenville kam 1723 zur Welt. 1720 verkaufte Dezallier d’Argenville seinen Besitz in Bezons und zog nach Bièvres. An beiden Anwesen soll er Parks angelegt haben, die jedoch kaum dokumentiert sind. 1742 verstarb seine Frau, er heiratete später erneut.
Sein Buch La théorie et la pratique du jardinage erschien erstmals 1709 anonym und war ein weit verbreitetes und bedeutendes Werk zur Gartenkunst im 18. Jahrhundert. Die zweite Auflage war mit den Initialen des Autors gekennzeichnet, weitere erschienen unter dem Namen des Architekten Jean-Baptiste Alexandre Le Blond (1679–1719), der die Tafeln zeichnete, so auch die englische und deutsche Auflage. Die Auflagen von 1713 und 1747 überarbeitete der Autor entsprechend dem schnell fortschreitenden Geschmack der Zeit und fügte weitere, modernere Tafeln hinzu. Das Werk wurde schon 1712 von John James (ca. 1673–1746), ins Englische übersetzt und 1731 von Franz Anton Danreiter unter dem Titel Die Gärtnerey sowohl in ihrer Theorie oder Betrachtung als Praxis oder Übung ins Deutsche übertragen.
Ab 1748 war Dezallier d’Argenville Mitarbeiter der Encyclopédie Denis Diderots. In einem Brief spricht er von mehr als 2000 Artikeln, die er für das Lexikon verfasst habe. Tatsächlich finden sich 597 mit dem Kürzel „K“, welches in der Encyclopédie selbst nur mit „d’Argenville“ aufgelöst wird, so dass der Anteil von Vater und Sohn unklar bleibt.
Dezallier d’Argenville besaß eine große Muschelsammlung, über die er auch publizierte, sowie eine Sammlung von Kupferstichen und Zeichnungen.
Sein Sohn Antoine-Nicolas Dezallier d’Argenville (27. August 1723 Paris–26. September 1796 Paris) schrieb ein Dictionnaire du Jardinage und viele Gartenbeiträge in der Encyclopédie von Denis Diderot und d’Alembert, außerdem 1787 das zweibändige Werk Vies des Fameux Architectes depuis la Renaissance des Arts.

## Werke (Auswahl)
- La théorie et la pratique du jardinage, ou l’on traite a fond des beaux jardins apellés communément les jardins de plaisance et de propreté, composés de parterres, de bosquets…. Nouvelle ed. – Paris : Mariette, 1709, 1713, 1747  (Digitalisierte Ausgabe der Universitäts- und Landesbibliothek Düsseldorf).
  - Le Blond, Alexandre/Antoine Joseph Dezallier d’Argenville: Die Gärtnerey, So wohl In ihrer Theorie oder Betrachtung, als Praxi oder Übung, Allwovon denen schönen Gärten, welche man nur insgemein die Lust-und Zierd-Gärten zu nennen pflegt, und welche aus Lust- und Laub-Stücken, Lust-Gebüschen und Wasen, oder Gras-Vertieffungen bestehen, ausführlich gehandelt wird, Wobey viele Grund-Risse und allgemeine Austheilungen der Gärten zu finden / ingleichen neue Abrisse von Laubwerck, Lust-Hecken / Gras-Vertieffungen / Irr-Gärten / Sälen / bedeckten Gängen / und Garten-Häusern von Nagelwerck / Wällen / Stiegen, Spring-Brunnen, Wasser-Fällen und andern Dingen, so zur Zierde und Ausschmückung der Gärten dienen. Augsburg, Andreas Pfeffel, 1731 (Digitalisat).
- Traité des vernis, où l’on donne la manière d’en composer un qui ressemble parfaitement à celui de la Chine, et plusieurs autres qui concernent la peinture, la dorure, la gravure à l’eau-forte, etc. 1723, Übersetzung aus dem Italienischen, Original von Filippo Buonanni.
- L’Histoire naturelle éclaircie dans deux de ses parties principales, la lithologie et la conchyliologie. 1742
- Enumerationis fossilium, quae in omnibus Galliae provinciis reperiuntur, tentamina, 1751.
- La Conchyliologie, ou Histoire naturelle des coquilles de mer, d’eau douce, terrestres et fossiles, avec un traité de la zoomorphose, ou représentation des animaux qui les habitent. 2 Bde., 1752; 1757; 1780.
- Abregé de la vie des plus fameux peintres, avec leurs portraits gravés en taille-douce, les indications de leurs principaux ouvrages, quelques réflexions sur leurs caractères, et la maniere de connoître les desseins des grands maîtres. Par M*** de l’Académie royale des sciences de Montpellier. 3 Bde., 1745–1752. Nouvelle edition, revue, corrigée & augmentée de la Vie de plusieurs peintres. 4 Bde., 1762.
- L’Histoire naturelle éclaircie dans une de ses parties principales, l’oryctologie, qui traite des terres, des pierres, des métaux, des minéraux et autres fossiles. 1755. Die Seiten 387 bis 532 enthalten ein Kapitel unter der Überschrift Essai sur l’histoire naturelle des fossiles qui se trouvent dans toutes les provinces de France, das eine korrigierte und erweiterte Fassung des 1751 auf Lateinisch erschienenen Titels Enumerationis fossilium, quae in omnibus Galliae provinciis reperiuntur, tentamina darstellt.